# Daniela Alves Lima
Daniela Alves Lima (* 12. Januar 1984 in São Paulo) ist eine ehemalige brasilianische Fußballspielerin. Sie spielte rechtsfüßig auf der Position einer Mittelfeldspielerin. Seit 2022 ist als Fußballtrainerin im Frauenfußball tätig.

## Karriere

### Verein
Daniela fing bereits in jungen Jahren an Fußball zu spielen. Sie erhielt ihre fußballerische Ausbildung bei Portuguesa in São Paulo. Von hier wechselte sie 2003 in die USA zu San Diego Spirit. Weitere Stationen für jeweils eine Saison in Schweden und den USA schlossen sich an.
Auch in die Heimat Brasilien ging es. 2007 spielte Daniela beim Saad EC. Mit diesem konnte sie, als Torschützenkönigin mit 14 Treffern in zehn Spielen, den brasilianischen Pokal der Damen gewinnen. Danach ging sie wieder nach Schweden und die USA, wo ihre Laufbahn unglücklich endete.
2009 wechselte die Spielerin zu Saint Louis Athletica. Im vierten Spiel der Saison gegen Washington Freedom erlitt sie durch ein Foulspiel von Abby Wambach ein gebrochenes Schienbein und gerissene Kniebänder. Der behandelnde Arzt prognostizierte einen langfristigen Ausfall.
In der Saison 2010 versuchte Daniela einen Neustart bei den Hampton Roads Piranhas. Aber bereits bei ihrem ersten Einsatz musste sie nach 18 Minuten die Partie und damit ihre aktive Karriere beenden.

### Nationalmannschaft
Daniela sollte bereits mit 15 Jahren im Kader für die Fußball-Weltmeisterschaft der Frauen 1999 stehen, erhielt hierfür aber keine Startberechtigung. Stattdessen debütierte sie in einem Freundschaftsspiel gegen die Vereinigten Staaten.am 26. September 1999.
Mit 16 war Daniela Mitglied der brasilianischen Mannschaft, die bei den Olympischen Spielen 2000 in Sydney teilnahm und wurde mit dieser Vierter. Als Kapitän von Brasiliens U-19-Team nahm sie an der U-19-Fußball-Weltmeisterschaft der Frauen 2002 teil. Daniela erzielte drei Tore und erreichte mit dem Team das Halbfinale. Auch bei der Fußball-Weltmeisterschaft der Frauen 2003 stand sie wieder im Kader, hier kam man allerdings nicht über das Viertelfinale hinaus.
Daniela gewann bei den Olympischen Spielen 2004 die Silbermedaille.
Am 26. Juli 2007 gewann Daniela mit der Nationalmannschaft die Panamerikanische Spiele gegen die Auswahl der USA. 2020 wurde bekannt, dass Daniela noch im Besitz ihres Trikots der Weltmeisterschaft und der Goldmedaille ist. Des Weiteren gehört ihr auch ein Bild, welches sie im Rahmen des Turniers überreicht bekam. Auf diesem ist selbst beim Ballspielen dargestellt. Der Maler ist ihr unbekannt.
Bei der Fußball-Weltmeisterschaft der Frauen 2007 in der Volksrepublik China wurde Brasilien erst im Finale von Deutschland 2:0 geschlagen. Daniela und ihre Teamkolleginnen Marta, Cristiane und Rosana wurden bei dem Turnier mit dem Spitznamen „The Fantastic Four“ belegt.
Bei den Olympischen Sommerspielen 2008 gewann sie wieder die Silbermedaille.

## Trainerin
Von 2016 bis 2018 war Daniela Nachwuchstrainerin der Brasilianische Fußballnationalmannschaft (U-20-Frauen). 2019 begann sie als Nachwuchstrainerin beim Corinthians São Paulo (Frauenfußball) tätig zu werden. Nachdem Daniela mehrere Erfolge mit den Nachwuchsspielerinnen feiern konnte, gab sie am 1. April 2022 ihren Rücktritt bekannt. Anfang September des Jahres verlautbare der Uberlândia EC, dass Daniela die Frauenmannschaft des Klubs in der Staatsmeisterschaft von Minas Gerais führen soll. In dem Wettbewerb erreichte sie mit der Mannschaft die Halbfinalspiele gegen den Cruzeiro EC, in welchen man mit 0:3 und 1:4 unterlag. Der Kontrakt war auf die Austragung der Staatsmeisterschaft beschränkt.

## Trivia
Seit ihrer Rückkehr nach São Paulo betreibt Daniela eine Schlachterei.

## Erfolge
Saad EC
- Copa do Brasil de Futebol Feminino: 2007 (14. Tore / Torschützenkönigin)

Nationalmannschaft
- Olympische Sommerspiele: Silbermedaille 2004, 2008
- Panamerikanische Spiele: 2007